# Biała Góra (Góry Świętokrzyskie)
Biała Góra (386m n.p.m.) – zalesiony szczyt w Paśmie Masłowskim, w Górach Świętokrzyskich, leżący na północ od Kielc, a na zachód od Domaniówki. 
Po północno-wschodniej stronie góry przebiega  Główny Szlak Świętokrzyski im. Edmunda Massalskiego z Gołoszyc do Kuźniaków, po zachodniej droga krajowa nr 73. Przy południowych podnóżach góry leży wieś Dąbrowa